# ウマゴンとカフカ・サンビーム
ウマゴンとカフカ・サンビーム は、雷句誠の漫画『金色のガッシュ!!』および同作を原作としたテレビアニメ『金色のガッシュベル!!』の登場人物。

## ウマゴン
声 - こおろぎさとみ
- 本の色：薄いオレンジ
- 人間換算年齢：4歳
- 家族構成：父・母
- 好きな食べ物：魚、お菓子、干し草、焼いも
- 嫌いな食べ物：ニンジン
- 趣味：ガッシュと遊ぶこと、歩くこと、走ること、噛むこと

ガッシュの仲間で仔馬の姿をした魔物（「馬族」という種族）。性別は男性であり、一人称は「僕」。本名はシュナイダーだが、まだ子供であるため「メルメルメ〜」としか発声出来ず、また彼の本名を知る魔界時代の知り合いがガッシュ以外にいなかったため、「馬の怪獣みたいな感じだから」という理由で清麿に「ウマゴン」と名付けられてしまった。ガッシュは魔界のころは本名を知っていたが当初は記憶をゼオンに奪われており、また記憶が戻った後もウマゴンの本名は思い出せなかった。手が蹄のため紐を結ぶことが出来ないが、物を持ったり投げることは出来る。通常は4足歩行だが、後ろ足で立って歩くこともある。争いを好まない優しい気質で人懐っこいが、落ちこむと泣きながら体育座りをする。肉体強化系の術を使い、機動力に優れている。
2歳になりたてのころに他の魔物を乗せる父親を見て、「乗っている魔物のほうが父親より偉そう」という理由で馬族の背中に乗ることの出来る魔物を嫌っており、このころに出会ったガッシュのことも最初は拒絶していた。しかしそれからしばらく後にガッシュと力を合わせて父親を救い、彼と打ち解けると同時に、父親のように生涯の友を自分の背中に乗せることへの誇りを得た。
魔界時代から友達だったガッシュに特に懐いており、アニメ版では恵にもよく懐いている描写があった。一方で当初は「大好きなガッシュを戦わせる」清麿にだけは懐かなかったが、本の持ち主（サンビーム）が見つかってからはともに戦う仲間と認め、態度を改めた 。争いが苦手なため、魔界の王を決める戦いにも積極的には参加せず、パートナーが見つかることも本心では恐れていた。ナゾナゾ博士によってパートナーのサンビームが見つかった後も戦いからは離れていたが、悩み抜いた末に千年前の魔物と戦うガッシュたちを助けるために勇気を出し、サンビームと共に戦うようになった。他の魔物の子供に比べパートナーとの出会いがかなり遅れ、それまでは高嶺家で暮らすかパートナーを探して放浪していた。サンビームと出会った後は家を出たが、サンビームがアパート暮らしであるため、再び高嶺家に居候している。
クリアとの決戦前、アフリカに行って様々な動物に追われる生活をしたことで「生への執念」を身に着け、逞しく成長する。クリアの「シン・クリア・セウノウス・バードレルゴ」と渡り合ったが、ガッシュと清麿を決戦の場へと送り届ける途中、「シン」の術を使った反動で身体が崩れはじめ、ウマゴンの限界を感じたサンビームが恵に頼んで本を燃やしてもらい、魔界へ帰った。
クリア完全体との戦いではガッシュの金色の本を通して出現。再び「シン・シュドルク」を使い、ガッシュと共に宇宙へと逃亡したクリア完全体を追った。王を決める戦いの終結後も魔界の王となったガッシュと仲良く学校に通っているようだが、いまだに「ウマゴン」と呼ばれている（ウマゴン自身は気にしなくなった模様）。
初登場は6巻だが、ヨポポが優先され、背表紙を飾るのは完結直前の32巻となり、実質最後を飾ったキャラクターである（最終33巻は集合写真のため）。
人気投票では第1回は4位だったが、第2回以降は清麿を抑え2位に浮上した。
アニメ版では7話（スギナ戦回）にて先行で登場している。モチノキ町の子ども公園でガッシュと再会したが、ナオミちゃんに犬扱いされ、公園の遊具でどこかに飛ばされた。

### 続編「ガッシュ2」について
現実の馬と同じ体型となり、呪文を使わずとも人間の大人二人を軽々と載せられるほど大きくたくましく成長している。
侵略者の襲撃によって死亡していたが、モモンが奪還した瓶と魔本によってミイラの身体を借りて復活し、サンビームと再会を果たす。

### 呪文
1. シュドルク
全身を鎧で覆い、移動速度も上げる。同時に「ゴウ・シュドルク」も出現していたため、原作のバトルで使用したのは初回登場時とカルディオ戦、ザルチム戦のみ。大人一人分を乗せるくらいの力を持つ。
2. ゴウ・シュドルク
一角獣のような角が生え、「シュドルク」よりも鎧が強化・高速化され、体も一回りほど大きくなる。アニメ版では、空中に浮遊している描写も見られる。心の力が少ない時は「ディオエムル・シュドルク」の代わりにも使用される。大人3人分を乗せるくらいの力を持つ。
3. ディオエムル・シュドルク
全身に炎を宿す鎧と角が装着される攻防一体の術。力の制御に慣れていなければ、パートナーさえも焼きかねない危険な術でもある。大人8人以上を乗せる、または引っ張るほどの力を持つ。作中では以下のような様々な戦術を用いていた。
球の盾（ラッピング）
身の周囲に球状に炎を放出し、身を守る。
剛炎の盾（ブロック）
壁のように炎を放出し、身を守る。
炎の槍（ジャベリン）
角の先端に炎の力を集め、体を高速回転させることで貫通力を上げて相手に突撃する。強力で、ファウードの力でパワーアップしたファンゴの最大呪文を突き破った。
炎の兵隊（トルーパー）
多数の炎の分身を作り出す。
炎の光速矢（ライトニングアロー）
炎を全身に纏い、炎の兵隊に紛れ込みながら高速で相手を攻撃する。ただし、身体の負担が大きい。
4. シン・シュドルク
ウマゴンの最大術で「シン」の術の一つ。強力な鎧と角に加え新たに巨大なブースターを獲得した、「ゴウ・シュドルク」より強化・高速化され、体も一回り巨大化する。空中を自在に翔ることが出来る他、鎧はある程度の範囲で変形可能で、パートナーがダメージを受けないように覆ったり、体をホールドすることで乗っている者を落とさないように抱え込む形に出来る。音速を越えたスピードと極めて小回りの利く旋回性能、「バードレルゴ」を振り回せるほどのパワーとスピードを手に入れているが、強力すぎるために制御仕切れず長時間使用すると肉体・精神が崩壊して死んでしまう危険性を秘めている。なお作中の描写から、同じ高速移動系の「シン」の術であるアシュロンの「シン・フェイウルク」とは最高速度や航続距離などは劣るが小回りやパワー強化の面では上回っているようで、どちらが上とは言い切れない。また、大気圏突破も可能であるらしいが、さすがに宇宙空間の苛酷な環境を耐える能力までは持っていない模様。
5. バオウ･メルメル
アニメ版にてウマゴンが考えた架空の呪文。口から強力な光線らしきものを放つ。
6. シュドルド
ゲームオリジナル呪文。菱形の盾を召喚し、相手の攻撃を防ぐ。
7. シュドルセン
ゲームオリジナル呪文。複数の角を飛ばす。
8. ジオ・ラ・シュドルク
ゲームオリジナル呪文。地面から巨大な角を出現させる。
9. ギガノ・シュドルク
ゲームオリジナル呪文。エネルギーを纏って突進する。
新1. シュポック
モモンが奪還した瓶に封印されていた呪文。単行本5巻時点では名称のみで効果は不明。

## カフカ・サンビーム
声 - 郷田ほづみ
- 誕生日：10月12日
- 年齢：33歳
- 血液型：AB型
- 身長：176cm
- 趣味：歌、パズル、ロック
- 好きな食べ物：チリビーンズ、ハンバーガー
- 好きなタイプ：ナイチンゲール

ウマゴンの本の持ち主。イギリス系ドイツ人で、自動車の走っていない国に製造技術を広める目的のため、日本の自動車メーカーに研修社員として赴任している。
真実を見極められる、悟りを開いた僧侶のような不思議な力の持ち主。言葉を使わなくても、ある程度動物（ウマゴンも含む）と意思を通じ合える（ただし、なぜかウマゴンの本名「シュナイダー」は伝わらなかった）。たまに妙な動きをしたり変なボケをかましたりするが、大事な局面では年長者に相応しい行動と判断力を示し、特に清麿の仮死状態時には司令塔を代役した。最高にテンションが上がると「グルービー!」（イカしているという意味）と叫び、目が光る。「答えを出す者」と同じような目をしているが、保有しているかどうかは不明。
仲間に対しては敬称略で呼んでおり、ナゾナゾ博士のことを「Dr.ナゾナゾ」と呼んでいる。
作中では主にワイシャツと緑色のベスト、ベージュ色のズボン、革靴を着用している。緑髪が特徴であり、当初は短髪だったが、クリアとの決戦時以降は肩に届くほどの長髪になっている。
デボロ遺跡に向かう前、ナゾナゾ博士の調査によりウマゴンの本を奪った犬を捕らえた形でウマゴンと会うが、ウマゴンが戦いを恐れていたことを知り、当初は協力しなかった。デボロ遺跡でウマゴンと再会し、戦う決意を秘めた彼の姿を見て、戦いに協力する。千年前の魔物との戦いを終えた後、清麿の家の近くのアパートでウマゴンと共に暮らし始める。
後にアフリカへ移住し、自動車工業を伝えるという夢に向かい順調に歩んでいることを手紙で清麿に知らせる。同封された写真ではエルといい雰囲気になっており、最終回の様子では同居している模様。
アニメ版ではファウード突入直後、崖で動けない状態のエルを救出してからいい雰囲気（「頼りがいのある男性」「天使のような女性」と意識し合っていた）、それ以降も恵たちの前でエルと手を繋いでいたり、エルを守っていた。エルがドイツ語で歓喜の歌を歌った際、彼女の美声に聞き惚れていた。

### 続編「ガッシュ2」について
魔界にエル・シーバスと共に転送され、エリオス城塞にて復活したウマゴンと再会する。

## どうぶつの国
作者の次回作である『どうぶつの国』ではウマゴンが魔物ではなく主人公・タロウザの村に住むウマの子供として登場し、タロウザの旅に一時期同行している。本作品での彼の名前は「シュナイダー」ではなくあくまで「ウマゴン」であるが、鳴き声はやはり「メルメルメ〜」である。本作品には彼以外にもウマの子供が登場するが、デザインに違いはあるもののウマゴンを彷彿させるシルエットをしている。